# 山武市基幹バス
山武市基幹バス（さんむしきかんバス）は、千葉県山武市のコミュニティバス。京成バス千葉イーストが運行受託している。

## 沿革
- 2010年10月1日 - 山武市基幹バス 運行開始
- 2011年9月30日 - 山武市巡回バス 廃止 （翌日から山武市乗合タクシー運行開始）
- 2016年10月3日 - ダイヤ改正実施

## 現行路線
- 蓮沼海浜公園 - 松尾工業団地入口 - 松尾駅 - 早船 - 成東駅 - 山武市役所 - 山武成東インター入口 - 日向駅 - さんぶの森元気館
  - 土日祝日第１便(蓮沼海浜公園６時４５分発、さんぶの森元気館７時００分発)、年末年始（12月29日～1月3日）は運休。

## 運賃
- 大人 200円、小人 100円
- 障害者手帳を所持している者は半額となる。

## 車両
日野・ポンチョ（2代目ロングボディ）